# Овсяное печенье
Овсяное печенье — кондитерское изделие круглой или овальной формы с овсяными хлопьями или мукой в составе.

## История
Овсяное печенье, вероятно, является потомком шотландских овсяных лепёшек или блинов. Овсяные печенья были зарегистрированы как существующие в Шотландии, по крайней мере, со времени римского завоевания Британии в 43 году новой эры, но, вероятно, существовали и до этого времени. Овсяные лепешки также были описаны как «основной шотландский хлеб на протяжении веков». Жан Ле Бель (примерно 1357-60 гг. н. э.) описывает монахинь-бегардок, делающих «маленькие блины, как хлеб для причастия». Считается, что это самое раннее описание шотландских овсяных хлебцев.
В раннем средневековье традиционные шотландские овсяные лепешки имели аналогичные ингредиенты, но были и являются более хрустящими, чем современные овсяные печенья. Первый записанный рецепт печенья из овсяной муки был опубликован в Соединенных Штатах Фанни Мерритт Фармер в её кулинарной книге 1896 года «Бостонская кулинарная школа». Хотя оригинальный рецепт Фармер не содержал изюм, его включение в рецепт со временем стало более распространенным, частично благодаря рецептам овсяного печенья с изюмом, которые были в каждой коробочке популярного американского печенья Quaker Oats (Квейкерские овсянки), начиная с начала 1900-х годов.

## Технология изготовления

#### Домашнее печенье
Крупу или хлопья подсушивают и растирают в мелкую крупку. Масло разминают, добавляют сахар, соль и, продолжая взбивать, постепенно добавляют яйца и сметану. Формируют шарики и выкладывают их на промасленный противень. Выпекают 10—15 минут при 190—200 °C.

#### Промышленное печенье
Печенье промышленного производства содержит только 10—20 % овса от общей массы изделий. Это подтверждается ГОСТом 24901-2014, согласно которому печенье должно содержать по массе не менее 14 % овсяной муки и (или) хлопьев. Для глазированного печенья, печенья с начинкой или крупными добавлениями — не менее 10 %. Остальную часть состава (кроме сахара и жира) занимает мука пшеничная. Влажность изделия — не более 10,5 %.
Сырьё загружают в тестомесильную машину в следующей последовательности: сливочное масло или маргарин, сахар, корица, ванилин, изюм, повидло или виноградное сусло, овсяная мука, горячая вода с солью, пшеничная мука, сода и другие компоненты.